# Матвеев, Владимир Фёдорович (юрист)
Влади́мир Фёдорович Матве́ев (23 апреля 1881, Санкт-Петербург — 1919, Петроград) — российский, советский учёный-юрист, профессор, доктор полицейского права. Проректор Казанского университета (1912–1913), основатель и первый декан юридического факультета Пермского университета (1916–1917).

## Биография
Родился в семье потомственных дворян.
Выпускник Санкт-Петербургского университета (1903), он был оставлен в университете для подготовки к профессорскому званию. Работая над магистерской и докторской диссертациями, неоднократно выезжал в длительные командировки за границу (1907, 1911, 1912, 1913—1914), был членом русской группы международного союза криминалистов.
1 июля 1908 г. был допущен читать лекции в Санкт-Петербургском университете в качестве приват-доцента.
Защитил диссертацию по теме «Право публичных собраний» и получил степень магистра полицейского права.
С ноября 1910 г. — экстраординарный, затем ординарный профессор кафедры полицейского права Казанского университета (после защиты в ноябре 1909 г. магистерской диссертации «Право публичных собраний» и получения степени магистра полицейского права).
С 6 февраля 1912 по 3 июля 1913 — проректор Казанского университета.
Весной 1913 женился на дочери профессора Казанского университета Бориса Константиновича Поленова Наталье.
9 мая 1915 г. защитил диссертацию «Государственный надзор за общинным самоуправлением во Франции и Пруссии» на степень доктора полицейского права. С сентября этого же года — ординарный профессор Казанского университета по кафедре полицейского права.
20 сентября 1916 г. 1916 г. В. Ф. Матвеев Министерством народного просвещения был командирован из Казани в Пермь для чтения лекций в отделении Петроградского университета, 11 февраля 1917 г. утверждён сверхординарным профессором. Стал основателем юридического образования в Пермском университете и на Урале в целом.
Являлся создателем и первым деканом его юридического факультета в Пермском университете. Работал здесь в 1916/1917 учебного года, хотя с 1 января 1917 г. был назначен зав. кафедрой и сверхординарным профессором юридического факультета Петроградского университета (ему была предложена кафедра, освободившаяся за уходом В. Ф. Дерюжинского). Являлся заведующим, ординарным профессором и кафедры государственного права, читал обязательный курс по государственному праву.
После Октябрьской революции 1917 г. становится редактором журнала «Трудовая помощь» (прошлый редактор которого, В. Ф. Дерюжинский, подал в отставку), где публиковал статьи по социальной политике.
В сентябре 1919 г. жил в Костромской губернии. Осенью 1919 г. в связи с бедственным финансовым положением устроился на работу в научную часть отдела печати Северо-западного округа путей сообщения.

## Организация юридического факультета в ПГУ
Сыграл значительную роль в организации и налаживании работы юридического факультета Пермского университета. Аудитории, кафедры и деканат факультета располагались в доме Камчатова на Чёрном рынке на углу ул. Монастырской, 59 и в соседнем доме на ул. Красноуфимской, 7 (ныне — ул. Куйбышева, 7).
При нём шло комплектование кафедр знающими учёными-юристами, был создан ряд кабинетов (статистико-экономический, гражданского права, государственных наук) с библиотеками при них. С 1916 г. стал действовать совет юридического факультета.
В 1916 г. на факультете было организовано пять кафедр, к руководству которых при активном содействии М. Ф. Матвеева были приглашены известные юристы.
Кафедру истории римского права возглавил Василий Федорович Глушков, приват-доцент Казанского университета; кафедру истории русского права — Александр Николаевич Круглевский, магистр уголовного права приват-доцент Петроградского университета; кафедру энциклопедии права и истории философии права — Леонид Васильевич Успенский, приват-доцент Московского университета, кафедру государственного права — сам В. Ф. Матвеев; кафедру политической экономии и статистики — Михаил Васильевич Птуха, магистр политической экономии и статистики, приват-доцент Петроградского университета. Во втором семестре 1916/1917 учебного года на юридический факультет были командированы для чтения лекции в качестве исполняющих обязанности профессоров Александр Семенович Ященко, приват-доцент Петроградского университета, доктор международного права — на кафедру международного права, Всеволод Николаевич Дурденевский, приват-доцент Московского университета — на кафедру административного права, Николай Николаевич Фиолетов, приват-доцент Московского университета — на кафедру церковного права.

## Научные интересы
В. Ф. Матвеев — юрист, правовед, историк права. Специалист по административному, полицейскому праву, местному управлению и самоуправлению в России и Западной Европе. Ему принадлежит ряд статей как по административно-правовым, так и по социально-политическим вопросам. Впервые в литературе стал проводить тот взгляд, что гарантия права собраний состоит не только в предоставлении отвлечённой возможности таковых, но и в активном содействии со стороны государства предоставлением помещений и др. тем социальным группам, которые этим правом пользоваться не могут. В. Ф. Матвеевым также подробно исследована роль массовых митингов в истории политической борьбы в странах Западной Европы.

## Общественная деятельность
Помимо профессиональной научной и практической деятельности В. Ф. Матвеев активно участвовал в общественно-политической жизни Перми. С 18 апреля 1917 г. — член постоянного комитета, товарищ (заместитель) председателя президиума постоянного комитета Пермского отдела партии кадетов.
Осенью того же года вместе с ректором университета профессором К. Д. Покровским выдвигался кандидатом в члены Учредительного собрания, но не набрал необходимого количества голосов избирателей.
Входил также в состав совета газеты «Народная свобода», издававшейся в 1917 г. в Перми членами местной кадетской организации, участвовал в полемике по социально-экономическим и политическим вопросам с представителями радикальных партий.

## Основные работы
- Государственная служба и юридическое образование в Германии. СПб.: Сенатск.тип., 1908.
- Право публичных собраний. Очерк развития и современной постановки права публичных собраний во Франции, Германии и Англии. СПб.: тип. т-ва «Общественная польза», 1909.
- Основная первоначальная единица организации общественного призрения. Доклад. СПб.: тип. И. В. Леонтьева, (1910).
- Государственный надзор за общинным самоуправлением во Франции и в Пруссии. Казань: тип.-лит. ун-та, 1915.

## Награды
- Орден Святой Анны 3-й степени (1916 г.).
- Малая премия имени тайного советника М. Н. Ахматова (1917).